# Drip (Cardi B)
Drip è un brano musicale della rapper statunitense Cardi B, pubblicato il 4 aprile 2018 come singolo promozionale dal primo album in studio Invasion of Privacy.

## Descrizione
Seconda traccia dell'album, Drip vede la partecipazione del gruppo musicale statunitense Migos. Musicalmente Drip è un brano hip hop e trap che presenta «una produzione slinky e un ritmo trap pulsante» ed è stato descritto come «una canzone nello stile di Atlanta pieno di hi-hat e melodie synth.» Dal punto di vista del testo, gli artisti hanno risposto agli haters che li hanno attaccati. Il ritmo della canzone è stato originariamente utilizzato per una canzone inedita di Young Thug e Future intitolata Upscale che presentava anche Quavo.

## Accoglienza
Drip ha ricevuto recensioni contrastanti da parte dei critici musicali. Kevin Goddard di HotNewHipHop ha definito la canzone «aggressiva». Shaad D'Souza di Noisey ha scritto che «la canzone presenta dei Migos piuttosto standard», definendola «un ritorno alla dura Cardi a cui siamo abituati», complimentadosi con l'abilità di Cardi B di fare buon uso della sua unica strofa.
Sheldon Pearce per Pitchfork ha affermato che «la canzone segna un ritorno alla mentalità iniziale di Cardi B che l'ha resa popolare», descrivendola come «una canzone hip hop coraggiosa e ossessionata dai rapinatori e piena di citazioni.» Criticando la mancanza di incisività e leggerezza rispetto a Bodak Yellow e Bartier Cardi, Pearce ha sostenuto che «la canzone emana una suprema sicurezza in se stessi e con Cardi è spesso già metà della vittoria.» In un articolo di MTV, Charles Holmes ha scritto: «Se Be Careful mostrava una Cardi più vulnerabile, allora Drip la mostra recuperare la sua sicurezza.»

## Tracce
Testi e musiche di Belcalis Almanzar, Quavious Marshall, Kiari Cephus, Kirshnik Ball, Joshua Cross e Gary Evan Fountaine.
1. Drip (feat. Migos) – 4:23

## Formazione
Musicisti
- Cardi B – voce
- Migos – voci aggiuntive

Produzione
- Nonstop Da Hitman – produzione
- Cassius Jay – produzione
- Evan Laray – ingegneria del suono
- Leslie Brathwaite – missaggio
- Colin Leonard – mastering

## Successo commerciale
Nella settimana di pubblicazione di Invasion of Privacy, Drip ha venduto 7 979 unità nel Regno Unito, debuttando così alla 41ª posizione della Official Singles Chart.

## Classifiche
| Classifica (2018) | Posizione massima |
| ----------------- | ----------------- |
| Australia         | 60                |
| Canada            | 31                |
| Francia           | 187               |
| Grecia            | 55                |
| Irlanda           | 72                |
| Portogallo        | 84                |
| Regno Unito       | 41                |
| Stati Uniti       | 21                |
| Svizzera          | 95                |